# Jean-Luc Sandoz

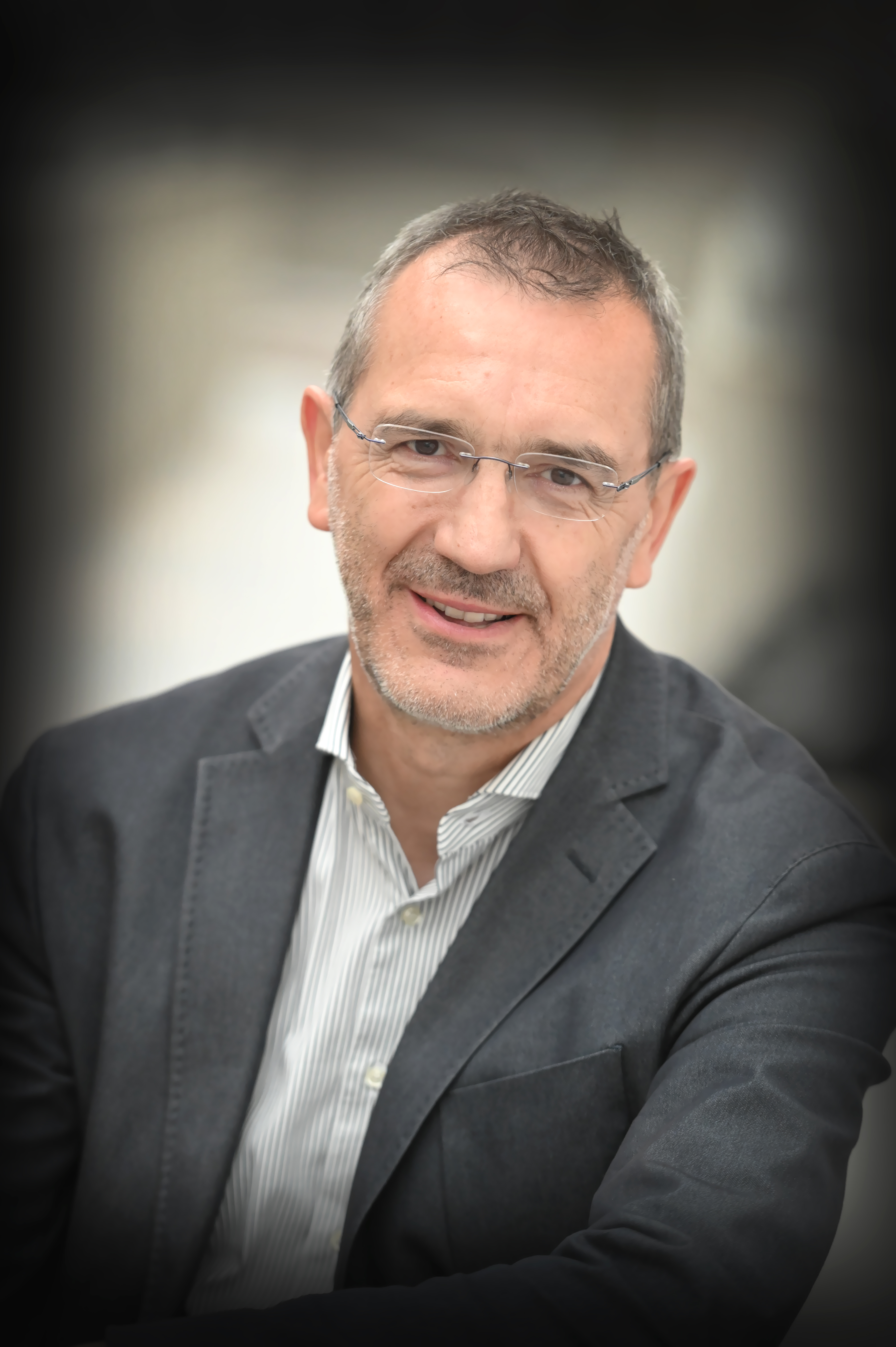
Jean-Luc Sandoz (2019)

Jean-Luc Sandoz (* 1960 in Montandon) ist ein Westschweizer Ingenieur, der zunächst als Forscher, dann als Dozent und später als Unternehmer wirkte. Als Unternehmer gründete er mehrere Betriebe im Bereich des Ingenieurwesens, der Industrialisierung und des Holzbaus.

## Leben
Als Sohn einer Bauernfamilie aus dem Haut-Doubs wurde er bei einer Tischlerlehre mit dem Material Holz vertraut. Nach der Lehre folgte eine Ausbildung als Möbelbauer, und danach eine Ausbildung im Holzgymnasium von Mouchard, wo er 1976 einen Abschluss als Techniker (BTS) im Holzbau absolvierte.
Nach einer Ingenieurausbildung an der École nationale supérieure des technologies et industries du bois (ENSTIB) in Épinal ab 1983, die er mit dem Diplom abschloss, begann er als Assistent am Lehrstuhl für Holzbau an der École polytechnique fédérale de Lausanne (EPFL) im Jahr 1985 mit der Forschung zu seiner Doktorarbeit bei Julius Natterer am Ibois, dem Institut für Holzkonstruktionen der EPFL. 1990 promovierte er über das Thema Bewertung der Ultraschallmethode für die Auslese und Verlässlichkeit von Bauholz.
Jean-Luc Sandoz ist verheiratet.

## Karriere

### Forschung und Lehre
1993 wurde Jean-Luc Sandoz von Jean-Claude Badoux zum Assistenzprofessor für Holzkonstruktionen bei Julius Natterer ernannt. Die Position wurde neu für das von Natterer geleitete Institut Ibois geschaffen. Dort konzentrierte sich Sandoz auf zwei Kernthemen: schonende Technologien zur Messung von mechanischen Qualitäten des Holzes sowie die statische Optimierung von Holzstrukturen zur Erreichung größerer Tragweiten. In diesem Zusammenhang gab er mit Julius Natterer und weiteren Co-Autoren 1996 den 13. Band Holzbau in der Reihe Traité de Génie Civil de l'École polytechnique fédérale de Lausanne heraus, der seitdem mehrere Neuauflagen erfahren hat.
1996 war er Co-Leiter des 10. Internationalen Symposiums zu schonenden Technologien zur Erforschung von Holz an der EPFL, an dem zum ersten Mal in größerem Maße Forscher aus dem früheren Ostblock teilnahmen. 1998 leitete er die Organisation der fünften Weltkonferenz zu Timber Engineering (WCTE) im Kongresshaus von Montreux, mit mehr als 1000 Teilnehmern. Zusammen mit Julius Natterer und Roland Schweitzer gestaltete Sandoz den seit 1988 im regelmäßigen Turnus veranstalteten Graduiertenstudiengang Bauen mit Holz für Studierende des Ingenieurwesens und der Architektur aus. Seine Arbeiten, insbesondere zur Untersuchungsmethodologie mittels Ultraschall, werden international wahrgenommen.
Parallel zu seiner Forschung und Lehre bei der EPFL beantragte Jean-Luc Sandoz mehrere Patente, darunter das Patent zum Sylvatest, einem Apparat, der die Beschaffenheit von Holz mittels Ultraschall analysiert, oder K-Store & Polux, einer Anwendung für die Prüfung des Schädigungsgrades an Holzmasten, wie sie für Strom- oder Telefonkabel zum Einsatz kommen. Im Bereich der Holzkonstruktion hält er mehrere Patente für Holz- oder Verbunddecken, darunter die O’Portune-Decke, wie auch für Montage- und Bauelemente aus Holz mit hoher Tragweite, so etwa die Ariane-Elemente.
1999 verließ Jean-Luc Sandoz die universitäre Forschung, um verstärkt privatwirtschaftlich in seinen zwischenzeitlich zwei Ingenieurbüros tätig zu werden. Als Dozent lehrte er an der EPFL noch bis 2004. Lehraufträge hatte er auch an der Université de Lorraine, an der ENSTIB, am Centre de Hautes Études de la Construction, an der École d’Architecture de Paris Val de Seine, an der École d’Architecture de Paris La Villette und an der École d’Architecture de Paris Belleville. Zudem ist er als Redner auf Konferenzen präsent. Beim Forum Holzbau (IHF) in Deutschland und dem Holzbauforum (FBC) in Frankreich war er Gastredner, sowie auf dem Forum Lignomad in Spanien, beim Salon bois in Namur (Belgien), beim Salon bois de Bulle in der Schweiz und während des Symposium bois du Québec in Kanada.
Seine Fachgebiete reichen vom Holzmaterial bis zur Anwendung in innovativen Strukturen, vom Grundlagenwissen über Qualität und Zuverlässigkeit bis zu neuen Technologien für die zerstörungsfreie Holzmessung.

### Unternehmerische Tätigkeit
1991 gründete Sandoz das Ingenieurbüro Concept Bois Structure (CBS) in Lausanne, einige Jahre später das auf Ultraschalltests spezialisierte Unternehmen Concept Bois Technologie SA (CBT) in Saint-Sulpice VD. Im Jahr 2005 gründete er die Firma Ecotim in der Region Savoyen, die sich mit der industriellen Vorfertigung von Holzbausystemen befasst und in der Folge den Holzbaubetrieb Lifteam. Laut dem Journalisten Jonas Tophoven gehört Lifteam in Frankreich zu den führenden Holzbauunternehmen (Stand: 2020). Im Jahr 2011 kam eine deutsche Dependance des Unternehmens CBS hinzu, 2012 verlagerte er die Unternehmenszentrale von CBS nach Paris. Im Jahr 2015 eröffnete Sandoz mit CBS Guyane eine Präsenz auf dem südamerikanischen Kontinent. Das Unternehmen CBS-CBT hat heute mehr als 100 Angestellte. Jean-Luc Sandoz agiert als CEO der Firmengruppe.

### Ökologisches Wirtschaften

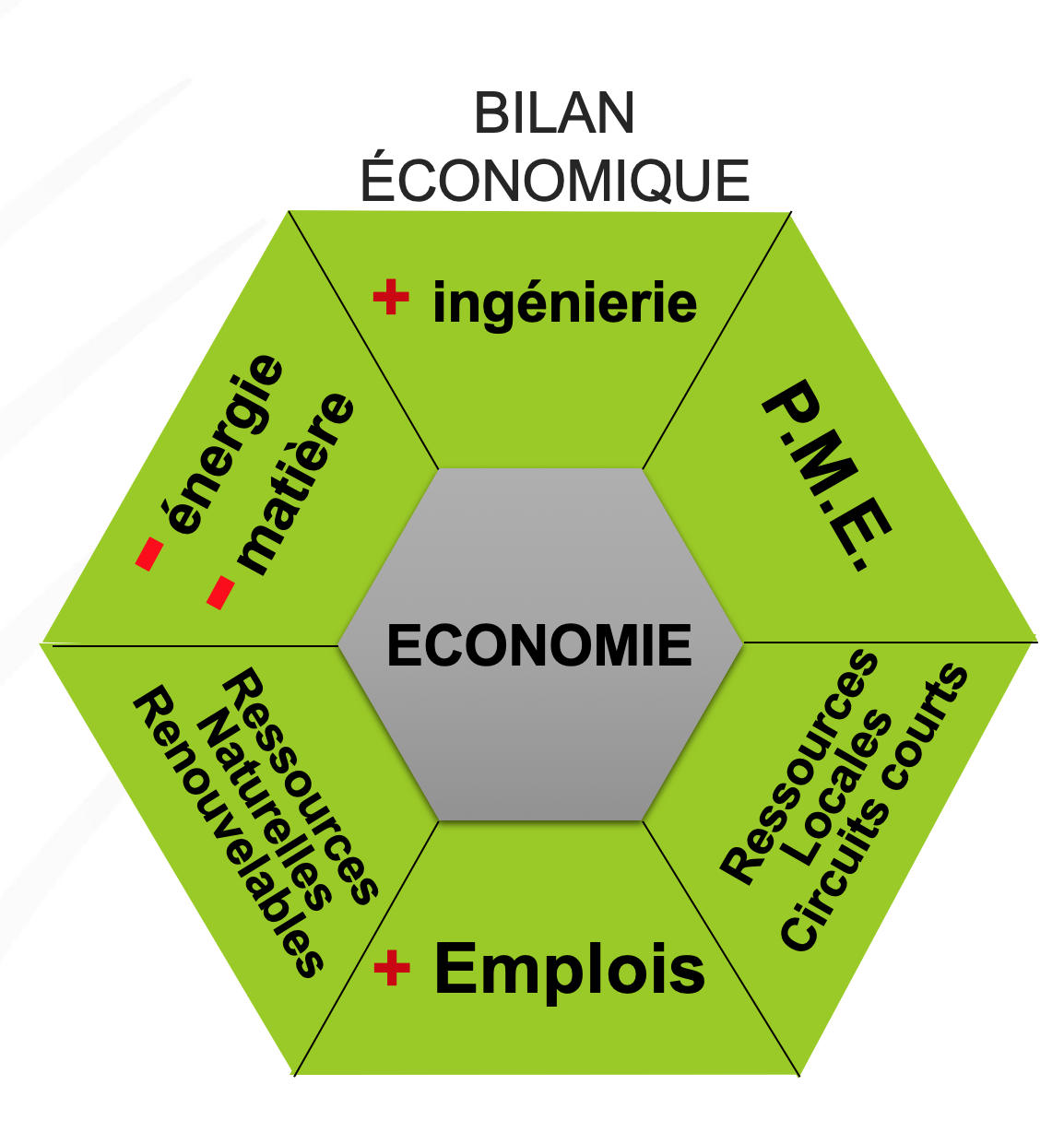
Mehr Technik, weniger Material, mehr Arbeitsplätze, weniger Energieverschwendung

Jean-Luc Sandoz setzt sich im Rahmen seiner Tätigkeit für den Klimaschutz ein, insbesondere dafür, den Einsatz von Ressourcen, bei Abwägung ökologischer und wirtschaftlicher Faktoren, so lokal wie möglich zu planen.
Er wird von den wissenschaftlichen Experten der Union internationale pour la conservation de la nature als Vorreiter gesehen. Die Union ist eine in der Schweiz angesiedelte, nicht staatlich geleitete Organisation. Sie würdigt seinen Einsatz für Holzsysteme, die aus einheimischem lokalen Holz und ohne Klebstoffe zweckmäßig optimiert werden.

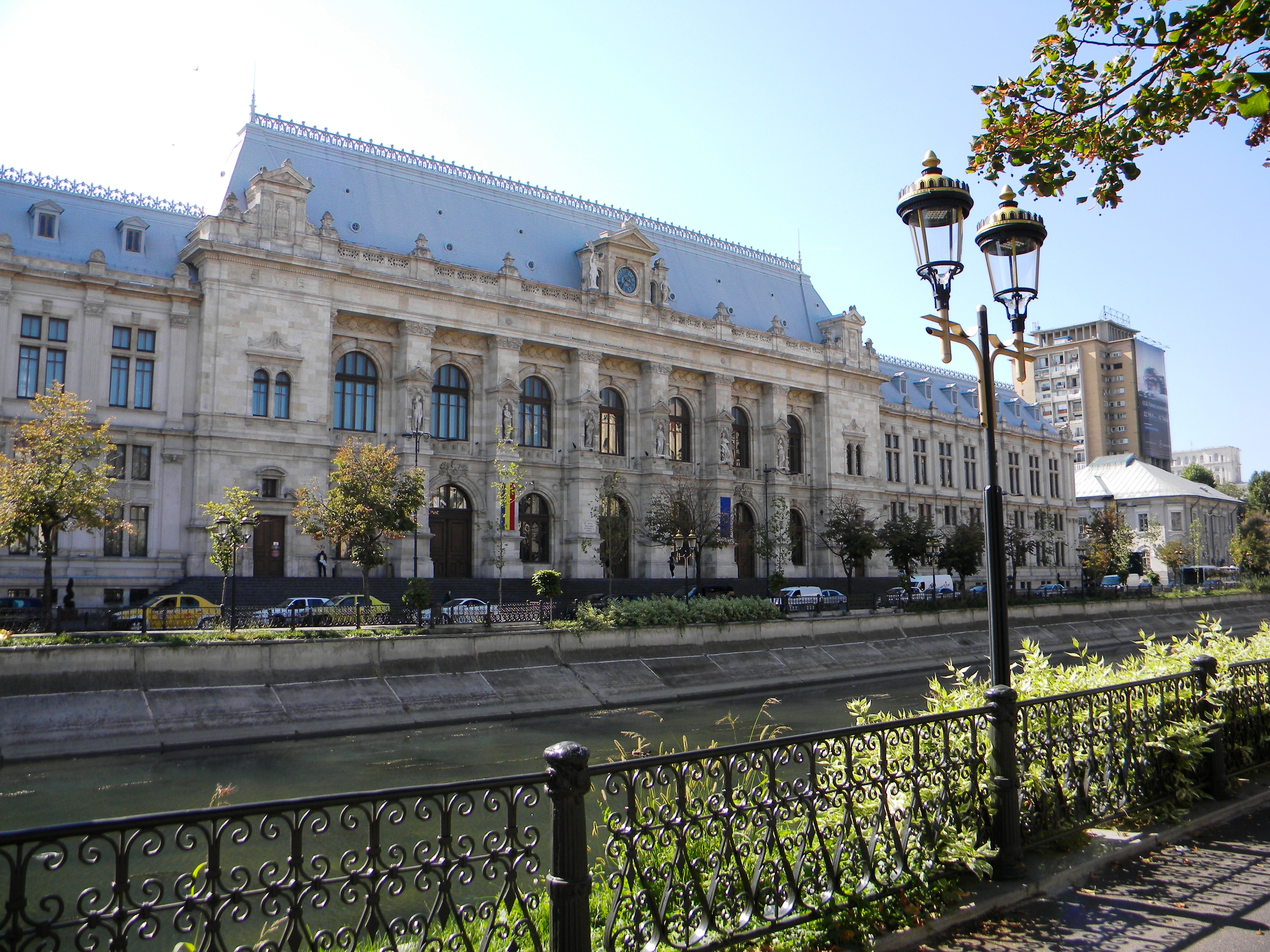
Justizpalast (Bukarest)
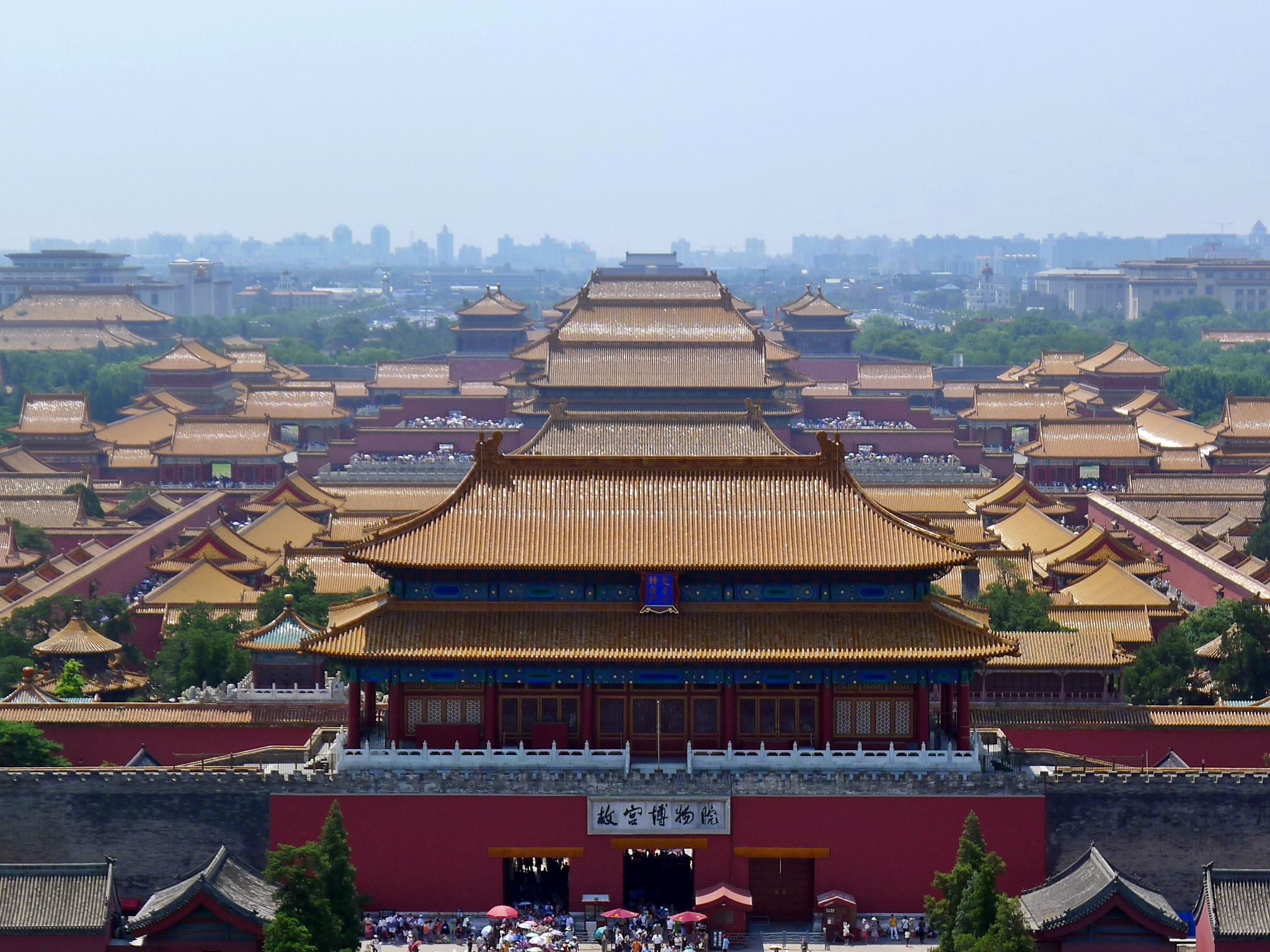
Verbotene Stadt in Peking

In seinen Vorträgen betont er, das „Holz sei zwar ein nachwachsendes Material, aber das soll nicht dazu verleiten, es zu verschwenden, oder es mit gesundheitsschädlichen Produkten zu tränken“. Zudem betont er, dass der Mehrwert, der durch die Verarbeitung des Holzes in der Holzbranche erfolgt, Arbeitsplätze und soziale Leistungen sichert, die nicht in Billiglohnländer verlegt werden könnten.

## Bauwerksprüfung (Auswahl)
- 2002: Prüfung aller Holzstrukturen des Justizpalastes in Bukarest, Rumänien.[24]
- 2006–2007: Im Vorfeld der Olympischen Sommerspiele 2008 in China Prüfung der Holzstrukturen des Kaiserpavillons der Verbotenen Stadt in Peking.[25]
- 2020: Diagnose der Eichenbalkenpfosten sowie Entwurf und Umsetzung von Verstärkungstechniken im Zusammenhang mit der Restaurierung der Entrepôts des magasins généraux de Paris, zusammen mit dem Architekturbüro Calq für die Immobiliengesellschaft Icade.[24]

## Realisierte Bauwerke (Auswahl)
- 2002: Entwurf und Bau der Offshore-Plattformen für die temporären Ausstellungspavillons, zusammen mit der Firma Batigroup, auf dem Neuenburgersee und Bielersee anlässlich der Expo.02. Er plante dabei Strukturen aus lokalem Holz ein, die nach der Veranstaltung auseinandergebaut und weiter verwendet wurden.[26]
- 2017: Zusammen mit der Agentur JAG Architecture, dem Office national des forêts (Nationales Forstamt Frankreichs) und dem Institut technologique FCBA (Technologieinstitut in Frankreich) Entwurf für den Weltraumbahnhof bei Kourou in Französisch-Guayana für die Französische Raumfahrtagentur Centre national d’études spatiales (CNES). Es kam lokales Holz aus dem Amazonaswald für eine vierstöckige Holzstruktur zum Einsatz.[18][27]
- 2019: Verkleidung der Fassade des Vortex auf dem Campus Lausanne mit einer vorgefertigten Holzkonstruktion. Im Jahr 2020 diente der Vortex-Bau als Olympisches Dorf für die Olympischen Jugend-Winterspiele 2020, die in Lausanne ausgetragen wurden. Seit dem Ende der Spiele wird es als Studentenwohnheim genutzt.[28]
- 2021: Bau des temporären Auditoriums für das 10. Internationale Holzbauforum in Frankreich, Forum International Bois Construction im temporären Grand Palais Éphémère nach einem Entwurf von Steven Ware von ArtBuild.[29]

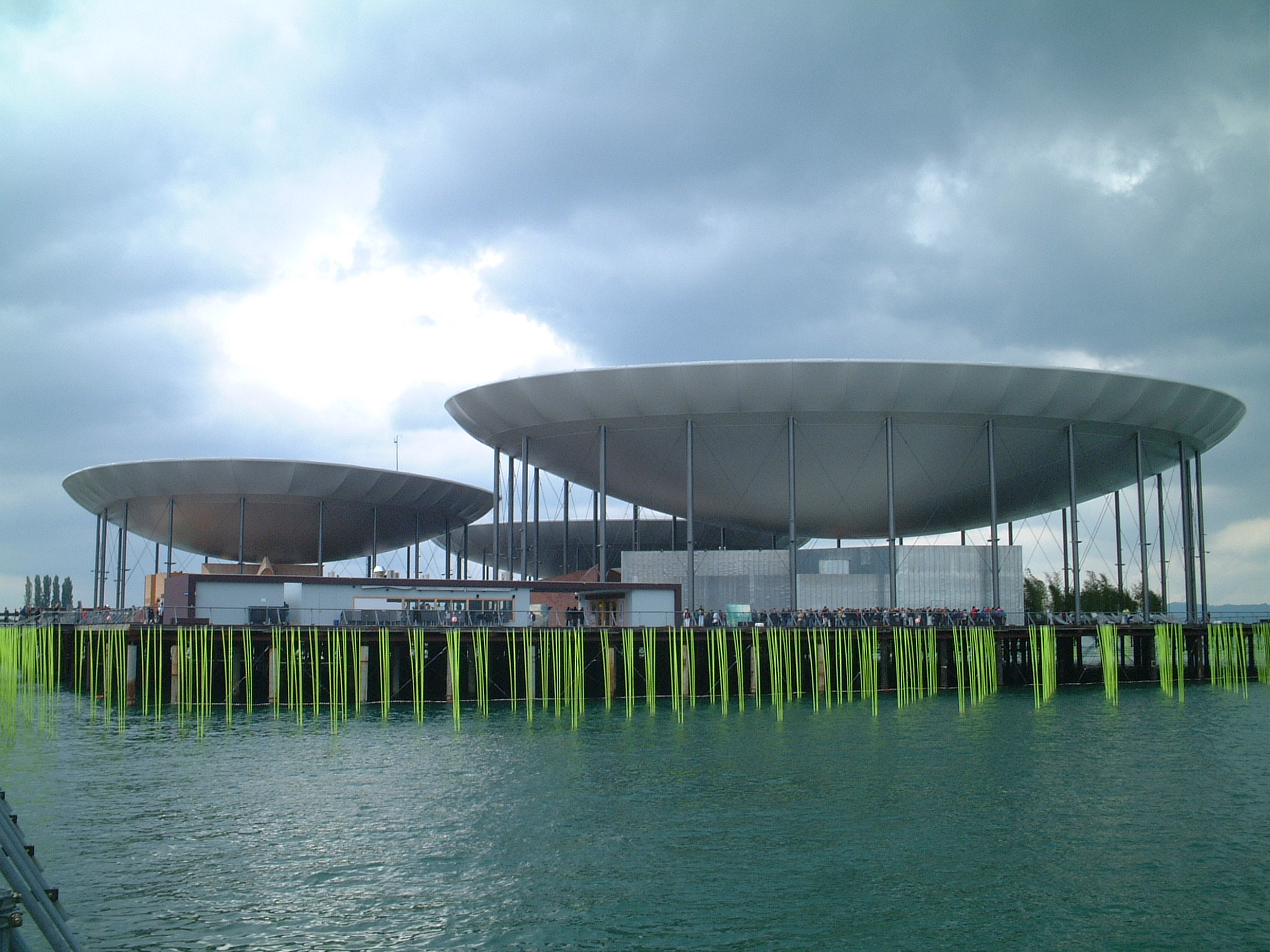
Expo 02: Offshore-Plattformen auf dem Neuenburgersee
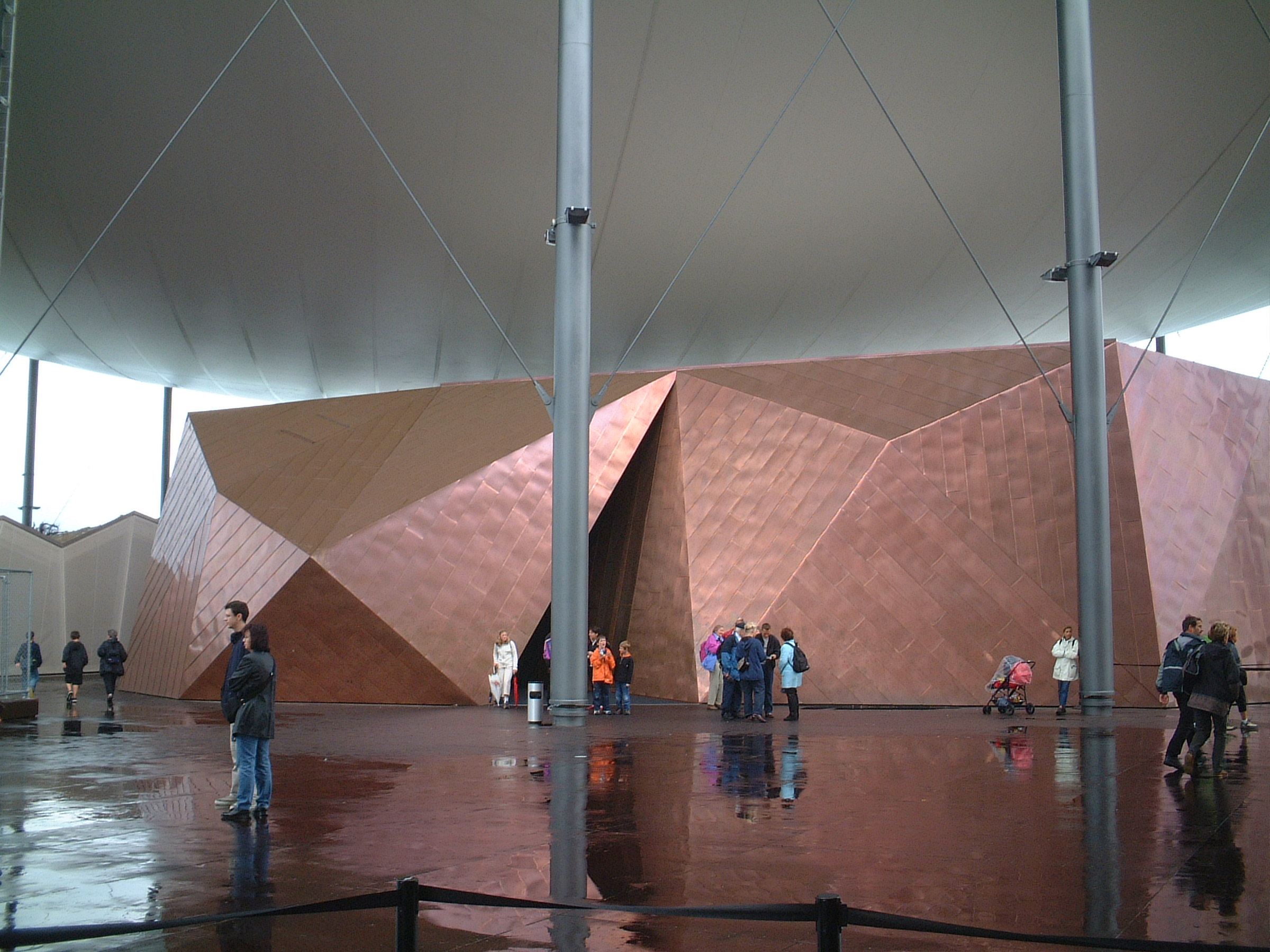
Expo 02
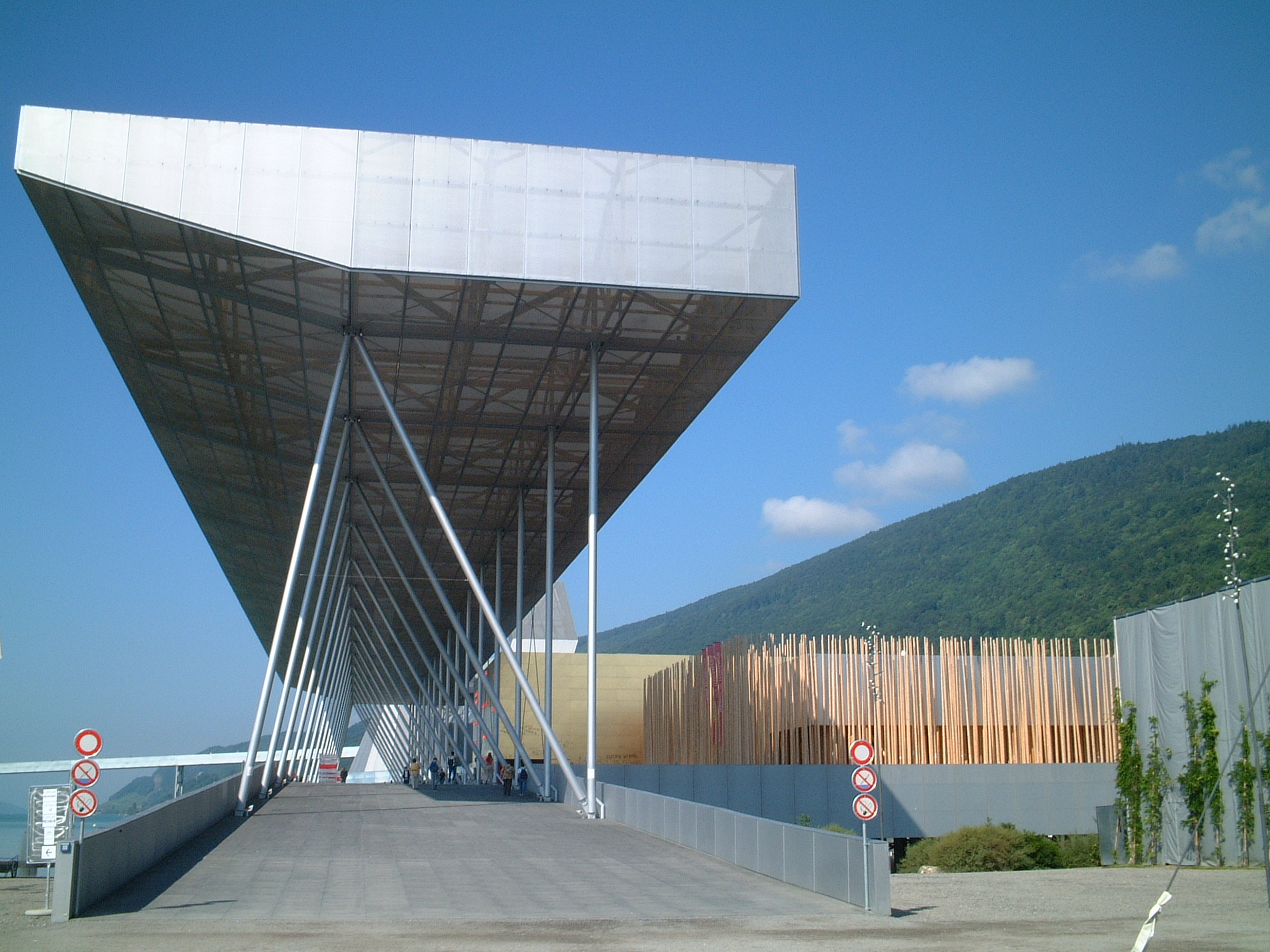
Expo 02
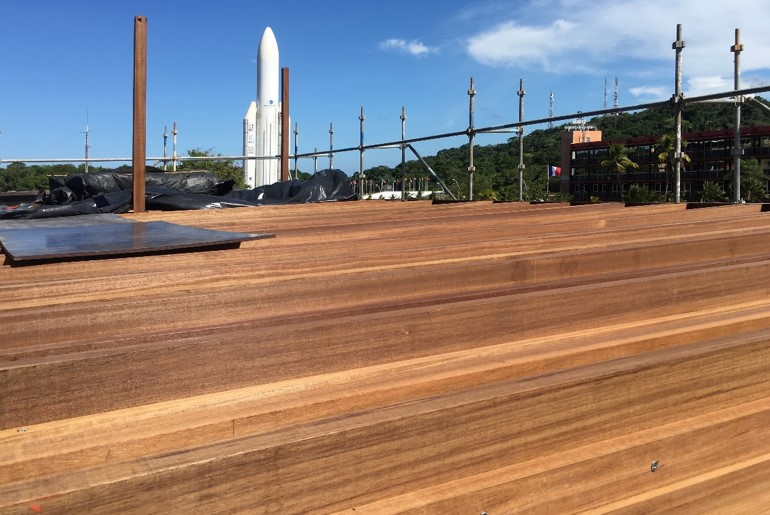
Weltraumbahnhof bei Kourou für das Centre national d’études spatiales
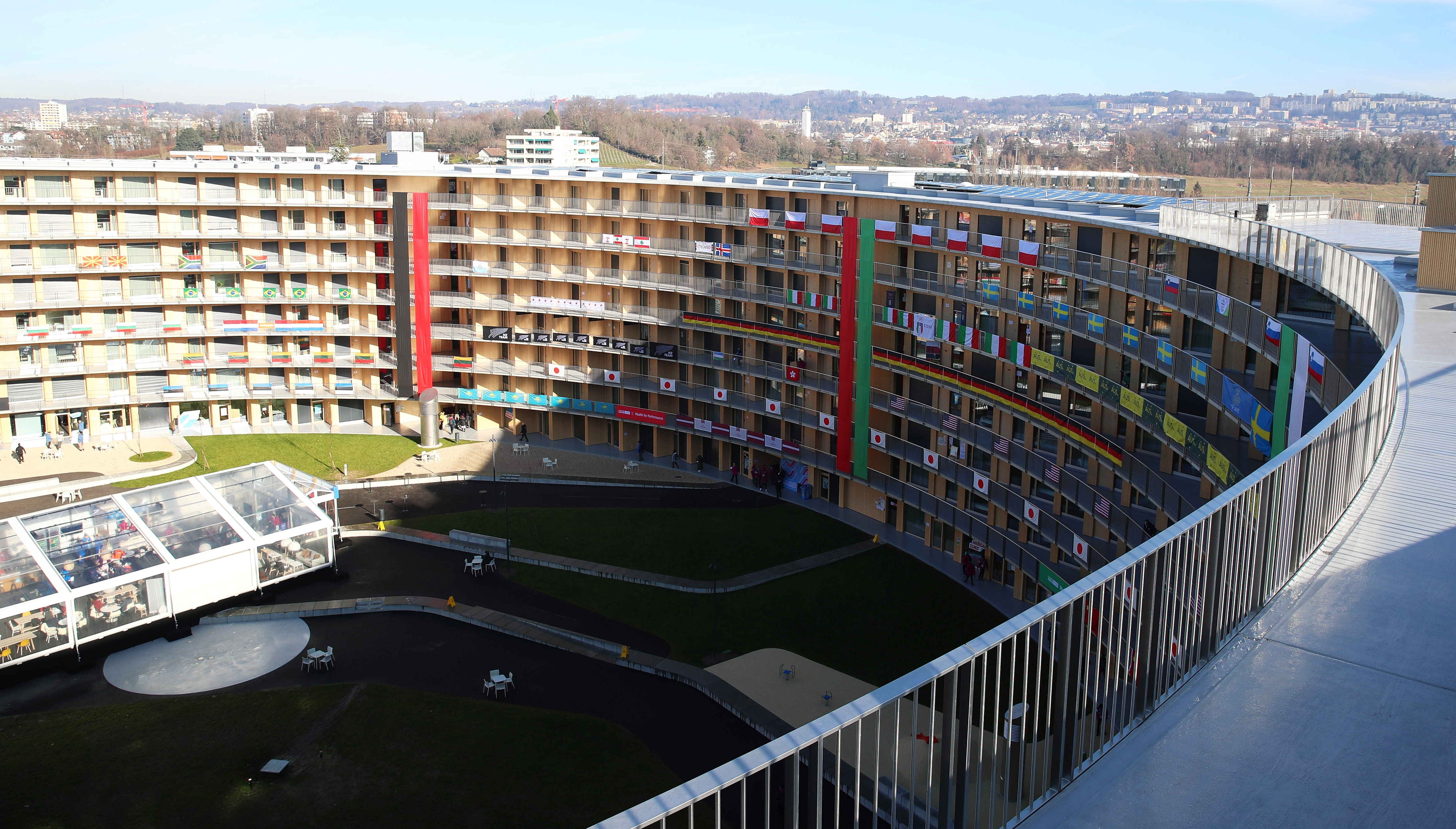
Verkleidung der Fassade für das Vortex-Gebäude Campus Lausanne
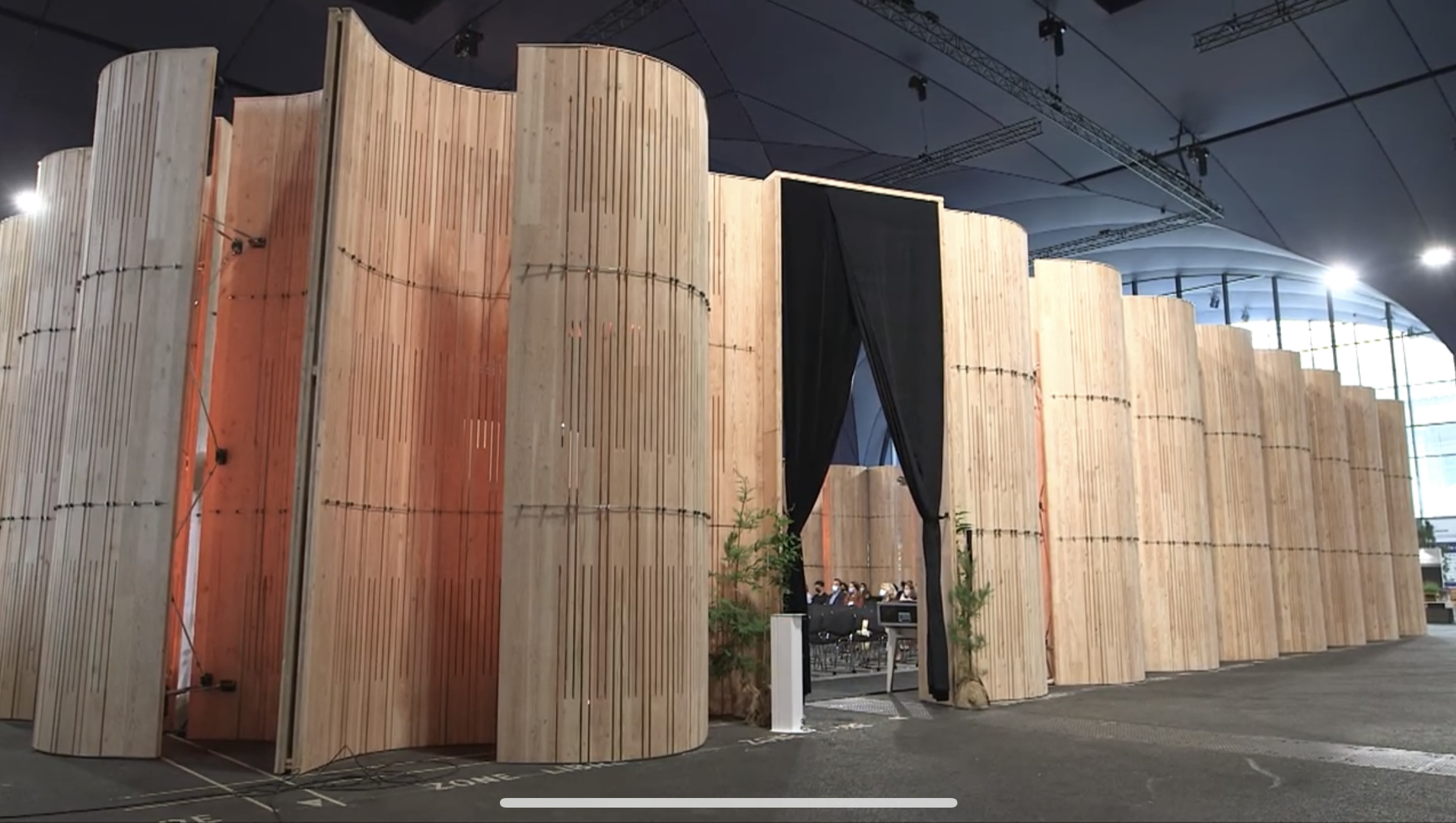
Temporäres Auditorium im Grand Palais Éphémère

## Holzbau
Jean-Luc Sandoz setzt Holz in allen möglichen Bautypen ein, dazu gehört der Umgang mit massiven Holzplatten im großen Maßstab sowie die Arbeit an Bauwerken mit hoher Spannweite. Die Berechnungen seines Ingenieurbüros und seine Suche nach Neuerungen verhelfen ihm zu neuen Rekorden bei Reichweiten oder Höhen, aber auch bei thermischem und akustischem Dämmverhalten. Ebenso werden die mit dem Bau verbundenen CO2-Emissionen gedrosselt.

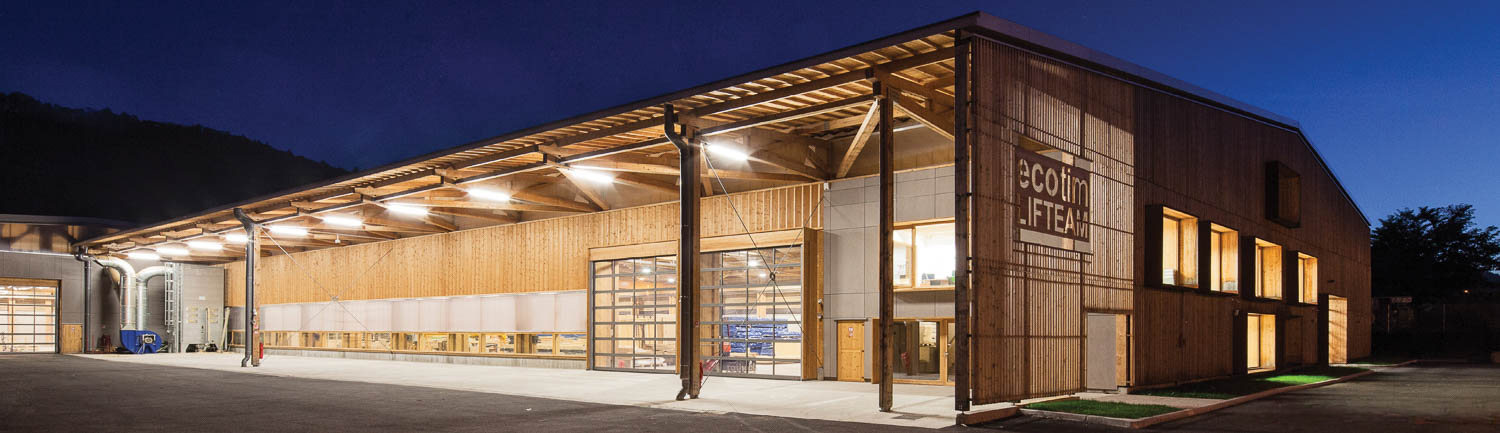
Ecotim II, Industriegebäude 36 m Spannweite und 9t Brückenkran, 2011 – Architektur Amiot Lombard
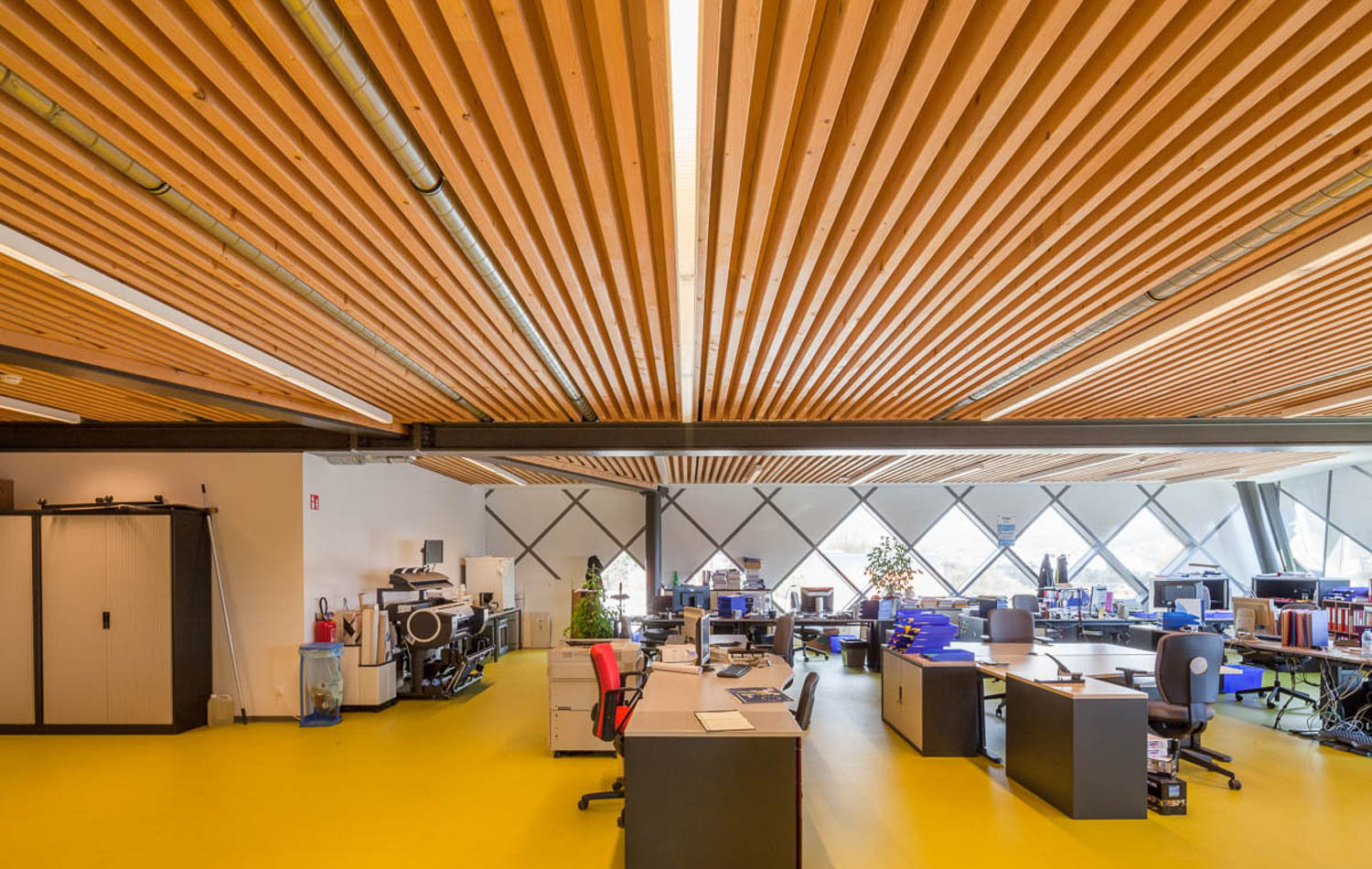
Rathaus Herstal, sichtbarer Holz-Beton-Mischboden, 2017 – Frédéric Haesevoets Architecture
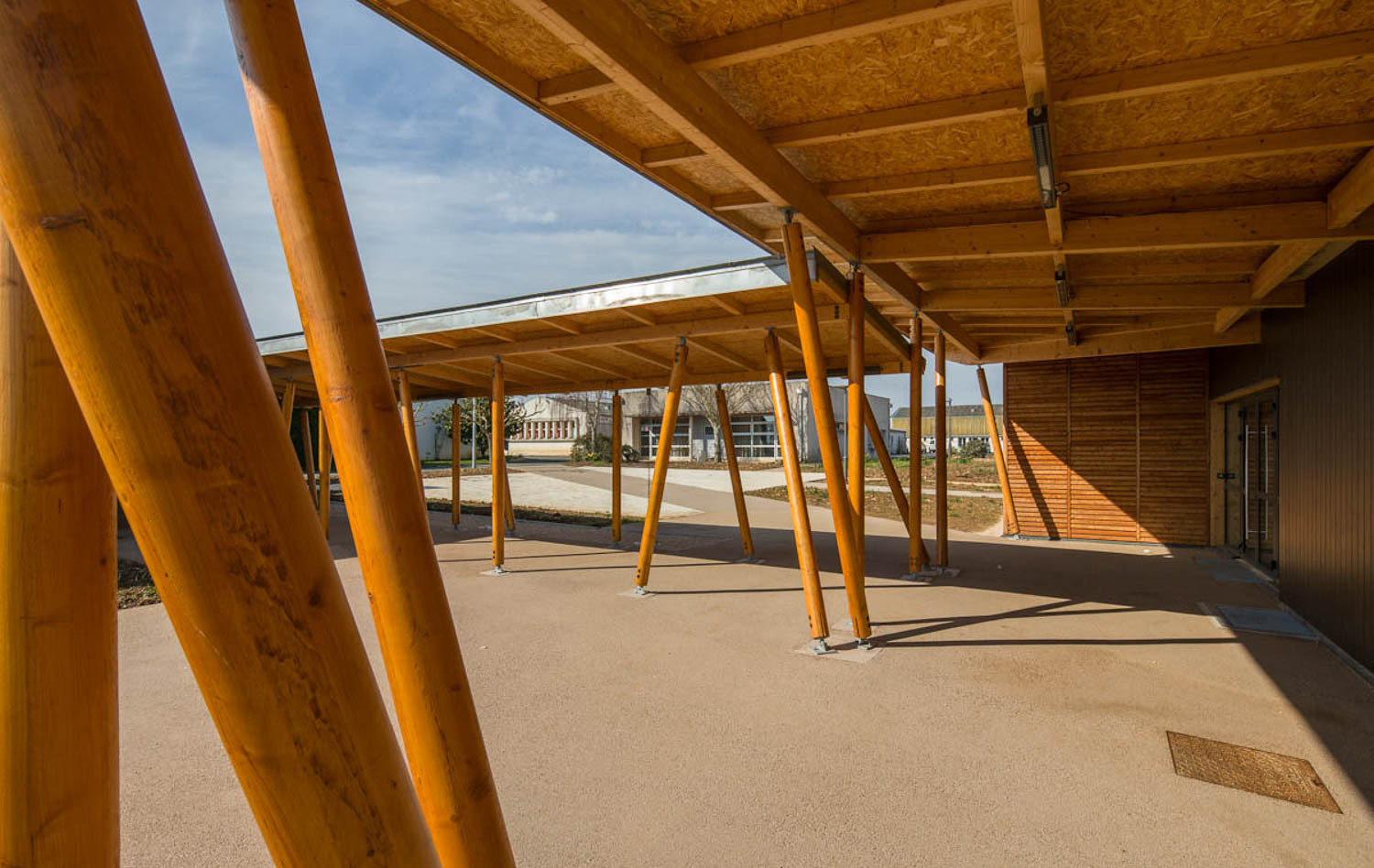
Gymnasium von Luçon in der Vendée, 2013 – Architekt Frédéric Fonteneau
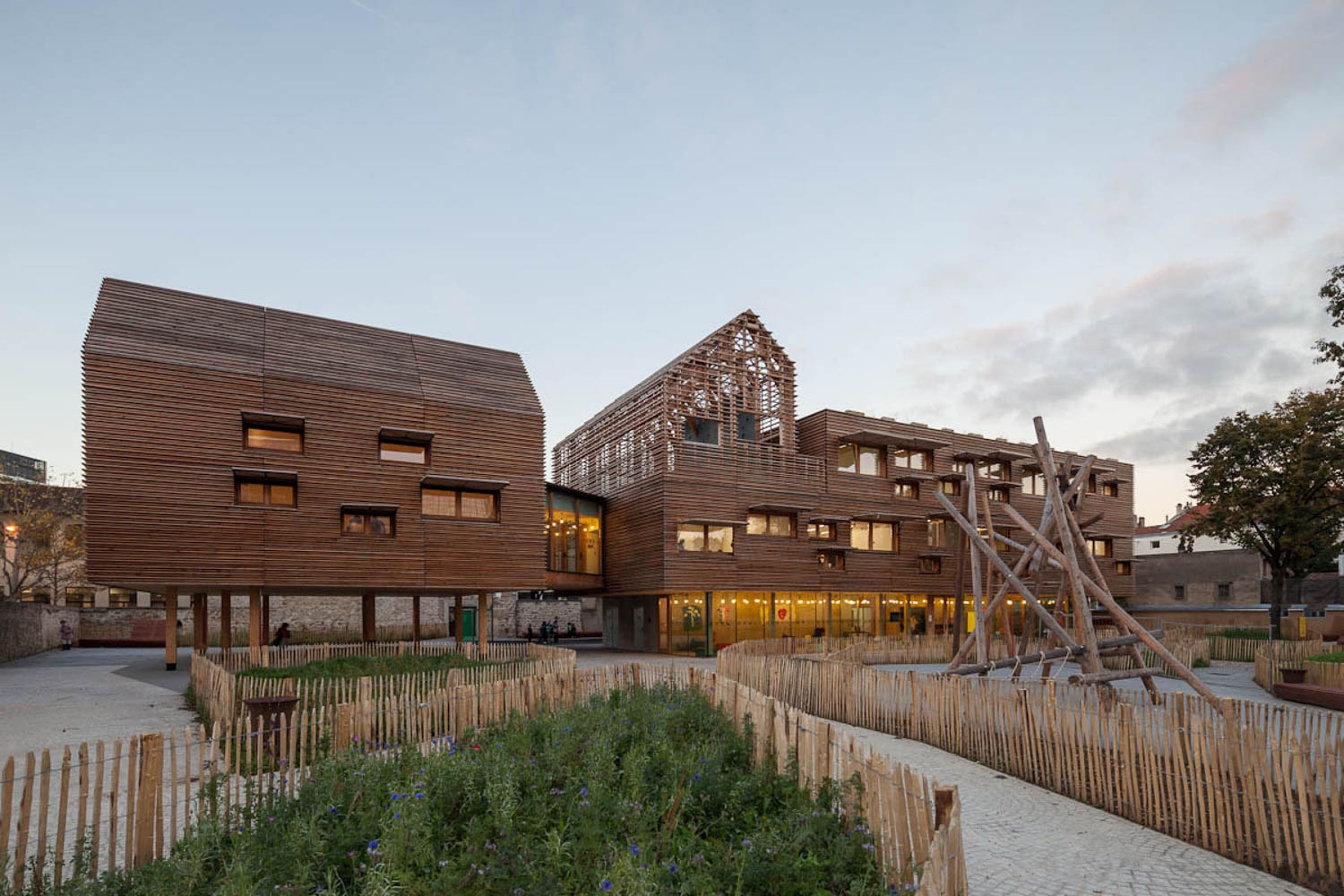
Kindertagesstätte in Courbevoie, 2013 – K-Architecture
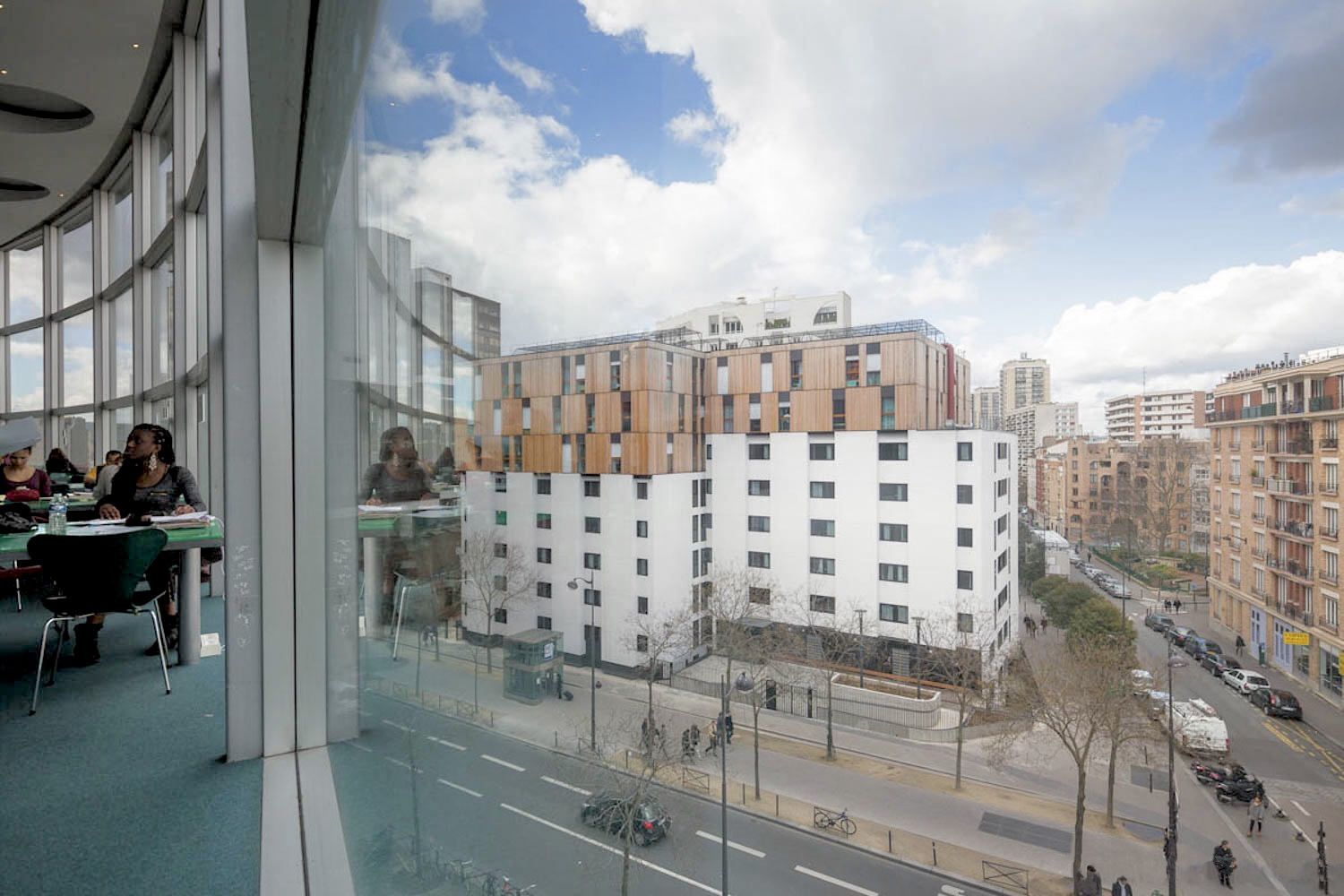
Hölzerne Erhebung Paris-Tolbiac, 2013 – Atelier Marie Schweitzer
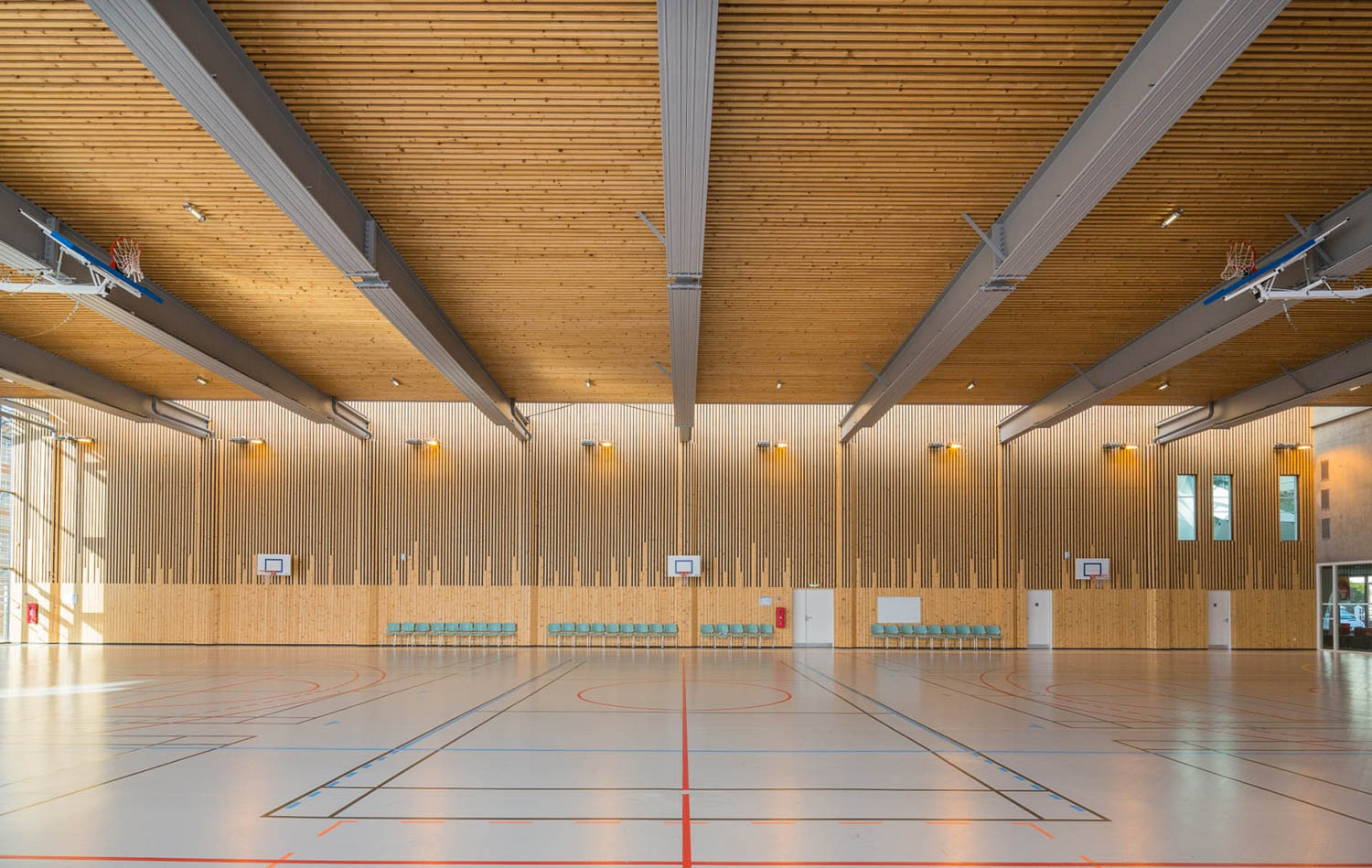
Turnhalle aus Holz, Villeneuve-la-Garenne, Spezifische Verkleidung, Fassaden aus vorgemaserten Holzlatten, 2011 – Tessier Poncelet Architectes
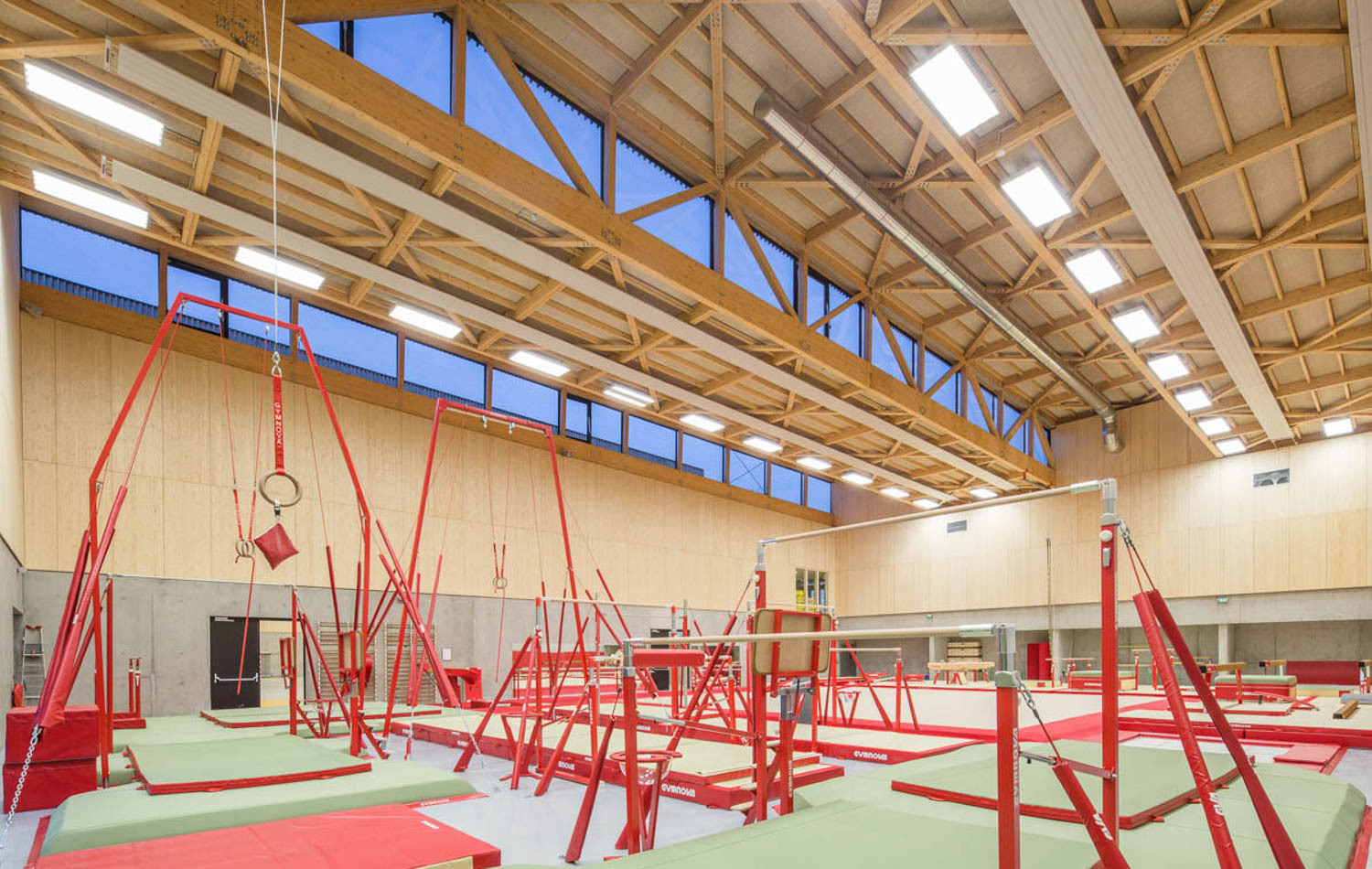
Hacine-Chérifi Turnhalle aus Holz World Architecture News Award 2015 – Tectoniques Architecture
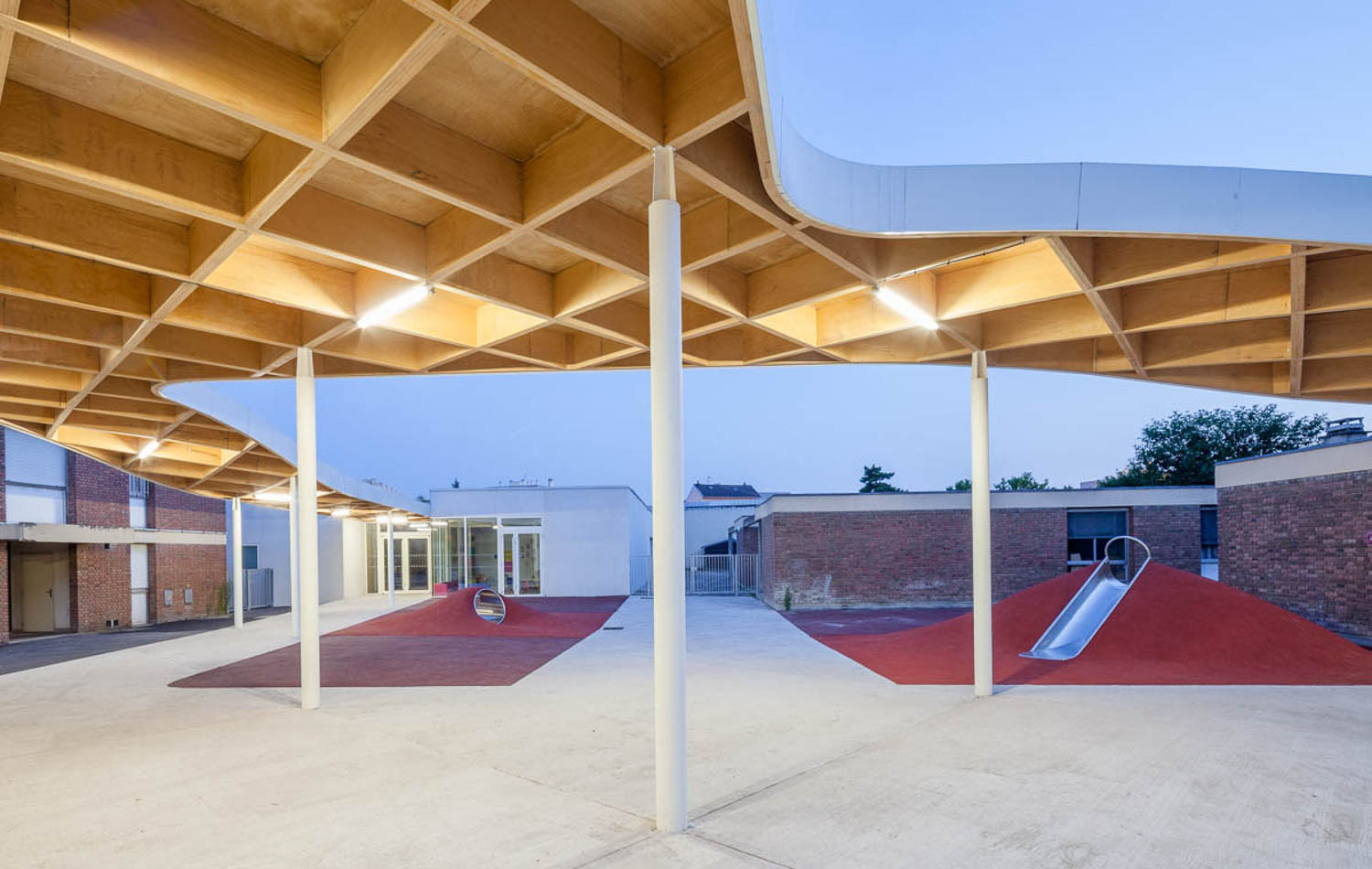
Charlie Chaplin Schule, erste Verwendung von Buchenholz im Bau, 2014 – SAM Architecture mit Pollmeier Massivholz
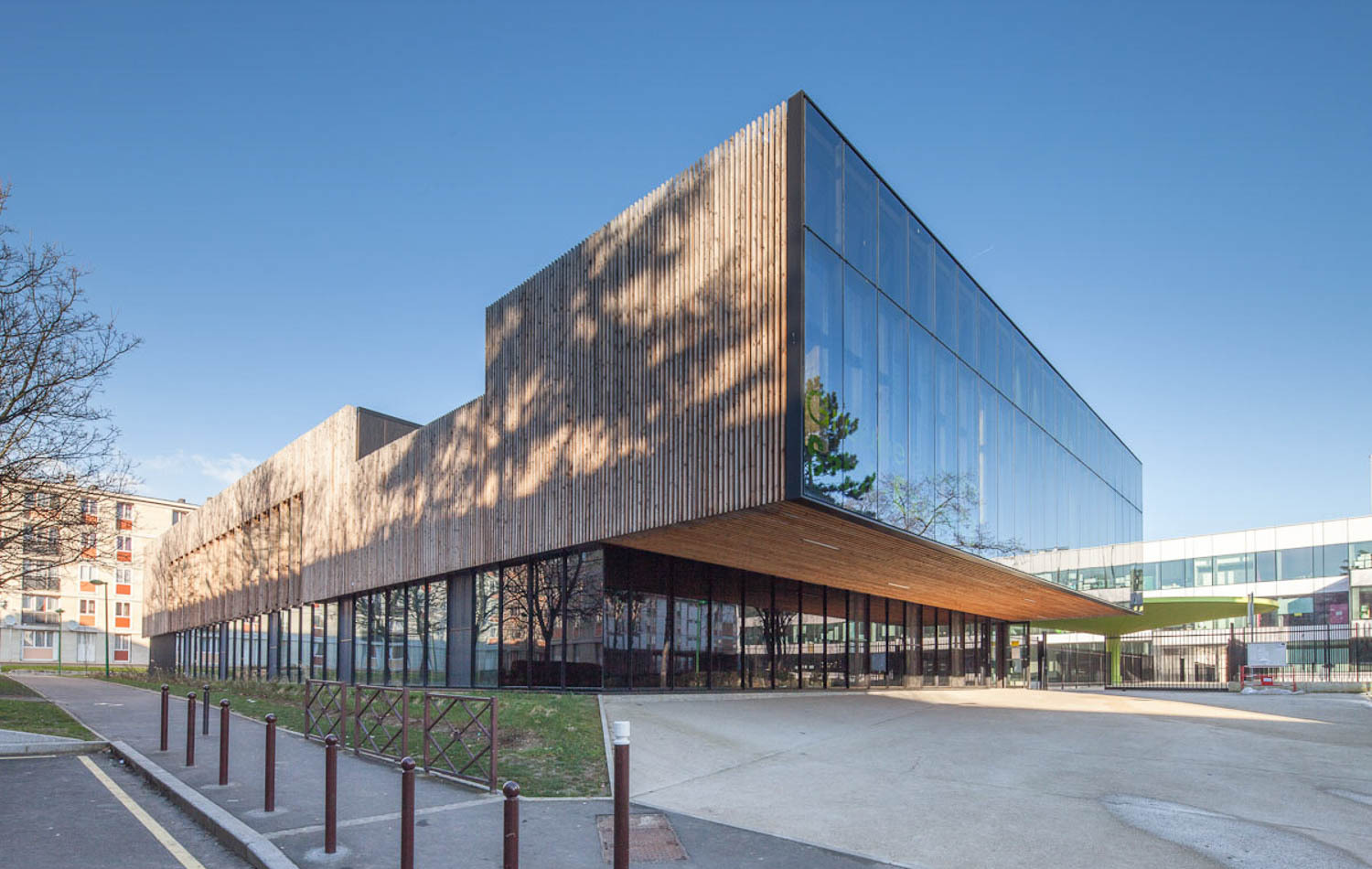
Saint-Exupéry-Schulgruppe, Sarcelles, 2011 – Gaëtan Le Penhuel Architects
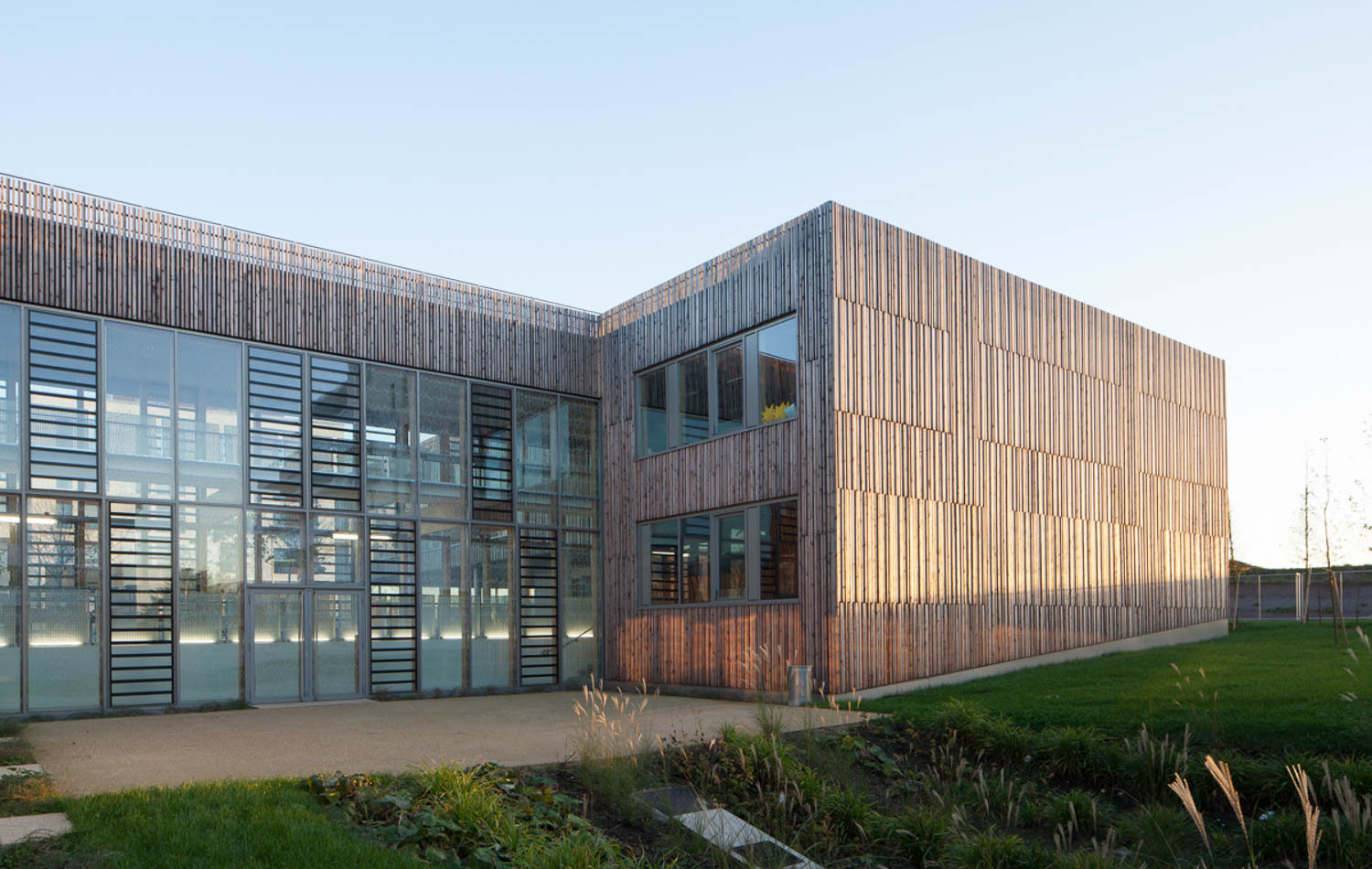
Schulgruppe, Brétigny-sur-Orge, 2013 – TOA Architects
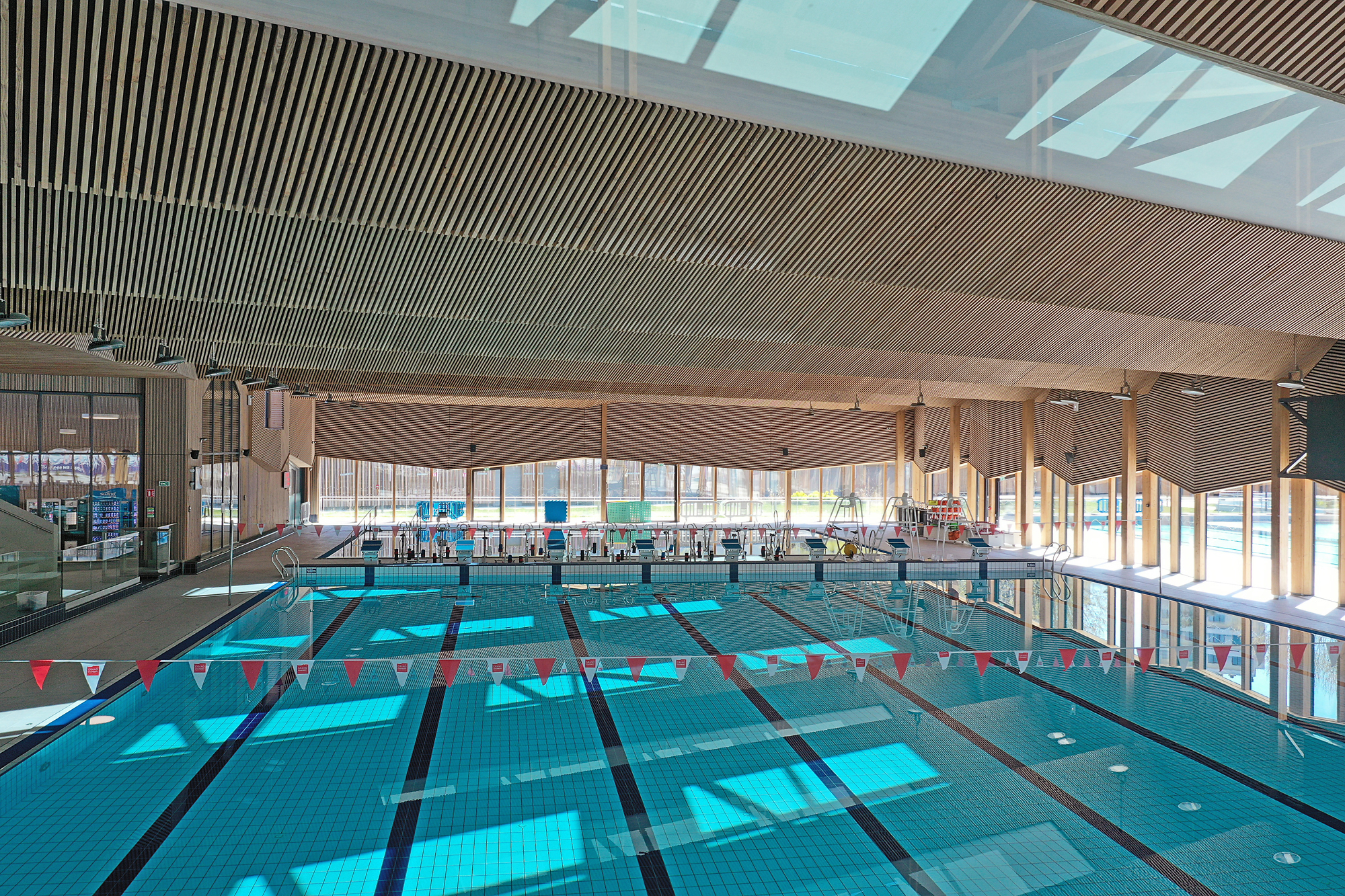
Das Schwimmbad des Großraums Chambéry, 2020 - ALN Atelien Architecture
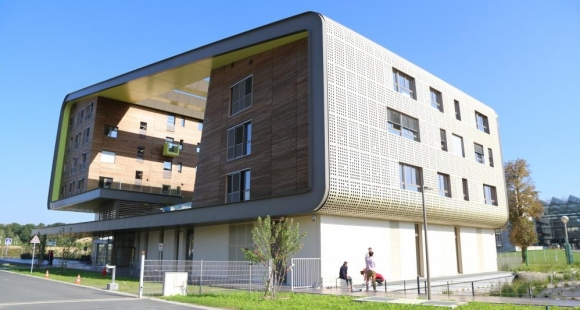
Passiv Gebäude in ENPC

## Veröffentlichungen (Auswahl)

### Anthologien
- mit Julius Natterer, Martial Rey, Maurice Fiaux: Construction en Bois, Matériau, technologie et dimensionnement. Reihe: Traité de Génie Civil de l'École polytechnique fédérale de Lausanne. Band 13. Lausanne 1996, Neuauflage 2005, ISBN 978-2-88074-609-4.

### Beiträge
- mit M. H. Kessel: Zur Effizienz der Festigkeitssortierung von Fichtenkantholz. Vergleich europäischer Normen (Teil 1). In: European Journal of Wood and Wood Producst. Holz als Roh- und Werkstoff. Band 47. Juli 1989, doi:10.1007/BF02610461, S. 279–284.
- mit M. H. Kessel: Einfluß der Klassengrenzen der Sortierparameter (Teil 2). In: European Journal of Wood and Wood Producst. Holz als Roh- und Werkstoff. Band 47. August 1989. doi:10.1007/BF02610546, S. 323–327.
- Grading of construction timber by ultrasound. In: Wood Science and Technology. Band 23. Februar 1989. doi:10.1007/BF00350611, S. 95–108.
- Form and treatment effects on conical roundwood tested in bending. In: Wood Science and Technology. Band 25. März 1991. doi:10.1007/BF00223471, S. 203–214.

## Auszeichnungen
- 2016: Medaille der Académie d’architecture im Bereich Technische Führungskräfte in Unternehmen[39]
- 2020: Gewinner im Wettbewerb La Canopée in der Kategorie Unternehmen in Nancy[40]